# Lijst van heersers over Lotharingen
Dit is een lijst van heersers over het koninkrijk en latere hertogdom Lotharingen, dat in 977 splitste in Opper-Lotharingen (ook het hertogdom van de Moezel genoemd) en Neder-Lotharingen (ook wel Lothrijk genoemd).

## Koningen van Lotharingen
| Periode   | Naam                                   | Naam                                 | Opmerkingen                                                |
| --------- | -------------------------------------- | ------------------------------------ | ---------------------------------------------------------- |
| 843 - 855 | Lotharius I                            | Lotharius I                          | Keizer over het Karolingische rijk                         |
| 855 - 869 | Lotharius II                           | Lotharius II                         |                                                            |
| 869 - 876 | In het oosten: Lodewijk II, de Duitser | In het westen: 869-877 Karel de Kale | Splitsing van Lotharingen 870 bij het Verdrag van Meerssen |
| 876 - 882 | Lodewijk III de Jonge                  | 877-879 Lodewijk II de Stamelaar     | Hereniging 880 bij het Verdrag van Ribemont                |
| 882 - 887 | Karel III de Dikke                     | Karel III de Dikke                   |                                                            |
| 887 - 895 | Arnulf van Karinthië                   | Arnulf van Karinthië                 |                                                            |
| 895 - 900 | Zwentibold                             | Zwentibold                           |                                                            |

## Hertogen van Lotharingen
| Koning van het Roomse rijk                  | Periode     | Hertog | Paltsgraaf                                                                              |  |
| ------------------------------------------- | ----------- | --- | --------------------------------------------------------------------------------------- |  |
| Lodewijk het Kind van Oost-Francië          | 900-903     | |                                                                                         |  |
| Lodewijk het Kind van Oost-Francië          | 903 - 910   | Gebhard van Franconië, graaf in de Rijngouw                                                                          |                                                                                         |  |
| Lodewijk het Kind van Oost-Francië          | 910 - 911   | Reinier I van Henegouwen, graaf van Henegouwen                                                                       |                                                                                         |  |
| Karel de Eenvoudige koning van West-Francië | 911 - 915   | | Markgraaf Reinier I van Henegouwen, graaf van Henegouwen + Maasgouw, Huis der Reiniers  |  |
| Karel de Eenvoudige koning van West-Francië | 915 - ?     | | Wigerik, graaf in de Bitgouw + Ardennengouw, stamvader van het Huis Ardennen            |  |
| Karel de Eenvoudige koning van West-Francië | ? - 923     | | Godfried van Gulik, huis der Matfrieden                                                 |  |
| Hendrik de Vogelaar koning van Oost-Francië | 923 - 926   | | Godfried van Gulik, huis der Matfrieden                                                 |  |
| Hendrik de Vogelaar koning van Oost-Francië | 926 - 928   | Everhard III van Franken, broer van wijlen koning Koenraad I van Franken (911-918)                                   |                                                                                         |  |
| Hendrik de Vogelaar koning van Oost-Francië | 928 - 936   | Giselbert II van de Maasgouw, zoon van Reinier I van Henegouwen                                                      |                                                                                         |  |
| Keizer Otto I van het Heilige Roomse Rijk   | 936 - 939   | Giselbert II van de Maasgouw, zoon van Reinier I van Henegouwen                                                      |                                                                                         |  |
| Keizer Otto I van het Heilige Roomse Rijk   | 939 - 940   | Hendrik I van Beieren, broer van keizer Otto I                                                                       |                                                                                         |  |
| Keizer Otto I van het Heilige Roomse Rijk   | 940 - 944   | Otto I, graaf van Verdun, voogd van Hendrik, de zoon van Giselbert II van de Maasgouw                                |                                                                                         |  |
| Keizer Otto I van het Heilige Roomse Rijk   | 944 - 953   | Koenraad de Rode, graaf van Nahegouw, Speyergouw en Wormsgouw, neef van Everhard III van Franken                     |                                                                                         |  |
| Keizer Otto I van het Heilige Roomse Rijk   | 953 - 959   | Bruno de Grote, aartsbisschop van Keulen, broer van keizer Otto I                                                    |                                                                                         |  |
| Keizer Otto I van het Heilige Roomse Rijk   | 959 - 973   | Vanaf 959 hertogen van Opper-Lotharingen, zie onder                                                                  | Vanaf 959 hertogen van Opper-Lotharingen, zie onder                                     |  |
| Keizer Otto II                              | 973 -983    | Vanaf 977 hertogen van Neder-Lotharingen, zie onder                                                                  | Vanaf 977 hertogen van Neder-Lotharingen, zie onder                                     |  |
| Keizer Otto III (983-1002)                  | 985 - 996   | | Herman van Lotharingen                                                                  |  |
| Keizer Hendrik II de Heilige (1002-1024)    | 1020 - 1034 | | Ezzo van Lotharingen, zoon, stamvader Huis Ezzonen                                      |  |
| Keizer Koenraad II (1024-1039)              | 1035 - 1045 | | Otto II van Zwaben, zoon                                                                |  |
| Keizer Hendrik III (1039-1056)              | 1045 - 1060 | | Hendrik I van Lotharingen, neef van Otto II                                             |  |
| Keizer Hendrik IV (1056-1106)               | 1061 - 1085 | | Herman II van Lotharingen, zoon                                                         |  |
| Keizer Hendrik IV (1056-1106)               | 1085 - 1087 | | Hendrik van Laach, 2de huwelijk van Adelheid van Orlamünde-Weimar, weduwe van Herman II |  |
| Keizer Hendrik IV (1056-1106)               | 1085 - 1087 | Met het aantreden van Hendrik van Laach ging het Paltsgraafschap Lotharingen over in het Paltsgraafschap aan de Rijn |                                                                                         |  |

## Hertogen van Opper-Lotharingen
Keizer Otto I en zijn broer Bruno de Grote splitsten in 959 het hertogdom Lotharingen op in een zuidelijk deel ('Hertogdom van de Moezel' ofwel Opper-Lotharingen) en een noordelijk deel ('Lotharingen' ofwel Neder-Lotharingen) met Frederik I als markgraaf van Opper-Lotharingen en Godfried van Metz als markgraaf van Neder-Lotharingen.
| Periode | Naam                     | Opmerkingen |
| Huis Ardennen | Huis Ardennen            | Huis Ardennen |
| --- | ------------------------ | --- |
| 959 - 978 | Frederik I               | Zoon van paltsgraaf Wigerik                                                                                        |
| 978 - 1027 | Diederik I               | Zoon |
| 1027 - 1033 | Frederik III             | Kleinzoon, zoon van Frederik II; stierf jong                                                                       |
| 1033 - 1044 | Gozelo I                 | Achterkleinzoon van Wigerik                                                                                        |
| 1044 - 1047 | Godfried II met de Baard | Zoon |
| Huis Châtenois |                          | |
| Godfried met de Baard kwam in 1046 in opstand tegen keizer Hendrik III, maar werd verslagen. De keizer ontnam hem zijn titels en benoemde Adalbert tot hertog van Opper-Lotharingen. |                          | |
| 1047 - 1048 | Adalbert                 | Zoon van Gerard III van Metz, afstammeling van paltsgraaf Godfried van Gulik                                       |
| 1048 - 1070 | Gerard                   | Broer |
| 1070 - 1115 | Diederik II              | Zoon |
| 1115 - 1139 | Simon I                  | Zoon |
| 1139 - 1179 | Mattheus I               | Zoon |
| 1179 - 1206 | Simon II                 | Zoon |
| 1205 - 1206 | Ferry I van Bitche       | Broer |
| 1205 - 1213 | Ferry II                 | Zoon |
| 1213 - 1220 | Thiebaut I               | Zoon |
| 1220 - 1251 | Mattheus II              | Broer |
| 1251 - 1303 | Ferry III                | Zoon |
| 1303 - 1312 | Thiebaut II              | Zoon |
| 1312 - 1329 | Ferry IV                 | Zoon |
| 1329 - 1346 | Rudolf                   | Zoon |
| 1346 - 1390 | Jan I                    | Zoon |
| 1390 - 1431 | Karel II                 | Zoon |
| 1431 - 1453 | Isabella                 | Dochter, trouwde met René I van Anjou                                                                              |
| Huis Valois |                          | |
| Doordat Isabella trouwde met René I, regeerden ze samen over het hertogdom. In 1453 nam René I afstand ten gunste van zijn zoon Jan. |                          | |
| 1431 - 1453 | René I                   | |
| 1454 - 1470 | Jan II                   | Zoon |
| 1470 - 1473 | Nicolaas I               | Zoon |
| 1473 | Yolande                  | Dochter van Isabella en René.                                                                                      |
| Huis Vaudémont |                          | |
| Na het huwelijk van Yolanda met Ferry II van Vaudémont werd haar zoon René II hertog. |                          | |
| 1473 - 1508 | René II                  | Zoon |
| 1508 - 1544 | Anton                    | Zoon |
| 1544 - 1545 | Frans I                  | Zoon |
| 1545 - 1608 | Karel III                | Zoon, bijgenaamd de Grote                                                                                          |
| 1608 - 1624 | Hendrik II               | Zoon, bijgenaamd de Goede                                                                                          |
| 1624 - 1625 | Nicola                   | Dochter, werd afgezet                                                                                              |
| 1625 | Frans II                 | Zoon van Karel III, deed afstand ten gunste van Karel IV                                                           |
| 1625 - 1634 | Karel IV                 | Zoon, huwde met Nicola                                                                                             |
| 1634 - 1635 | Nicolaas II              | Broer |
| 1635 - 1659 | Franse bezetting         | Franse bezetting                                                                                                   |
| 1659 - 1670 | Karel IV                 | Opnieuw |
| 1670 - 1697 | Franse bezetting         | Franse bezetting                                                                                                   |
| 1675 - 1690 | Karel V                  | Zoon van Nicolaas II                                                                                               |
| 1690 - 1729 | Leopold                  | Zoon |
| 1729 - 1737 | Frans III                | Zoon, trouwde met erfprinses van Habsburg, Maria Theresia van Oostenrijk, ruilde (Opper-) Lotharingen voor Toscane |
| Huis Leszcyński |                          | |
| In het kader van de Tweede Poolse Successieoorlog verloor Frans III het voorvaderlijke Lotharingen aan de Fransen, die het gewest nog enige tijd in leen gaven aan de onfortuinlijke Franse pretendent voor de Poolse troon Stanislaus Leszczyński, die schoonvader was van de Franse koning. |                          | |
| 1737 - 1766 | Stanislaus I             | Ex-koning van Polen, schoonvader van Lodewijk XV van Frankrijk                                                     |
| 1766 | Unie met Frankrijk       | Unie met Frankrijk                                                                                                 |

## Hertogen van Neder-Lotharingen
| Periode     | Naam                                          | Opmerkingen |
| ----------- | --------------------------------------------- | --- |
| 959 - 964   | Godfried van Neder-Lotharingen                | benoemd door Bruno de Grote, laatste hertog van Lotharingen, zoon van Godfried van Gulik paltsgraaf van Lotharingen |
| 964 - 977   | Opengehouden voor de oudste zoon van Godfried | Toen zijn vader Godfried I overleed was Godfried II te jong om hertog te worden. Totdat keizer Otto II in 977 het hertogdom plotseling nodig had voor zijn volle neef Karel, de jongere broer van de Franse koning. Als schadeloosstelling kreeg Godfried de prefectuur aan de benedenloop van Rijn en Waal en Teisterbant. |
| 977 - 991   | Karel                                         | Huis Karolingen, benoemd door keizer Otto II |
| 991 - 1012  | Otto II                                       | zoon, laatste lid van het huis Karolingen |
| 1012 - 1023 | Godfried I                                    | Achterkleinzoon van Wigerik, beleend door keizer Hendrik II, bijgenaamd Godfried de Kinderloze, huis Ardennen |
| 1023 - 1044 | Gozelo I                                      | broer, tevens hertog van Opper-Lotharingen 1033-1044 |
| 1044 - 1046 | Gozelo II                                     | zoon; zwakzinnig ; militair gezag uitgeoefend door paltsgraaf Otto II van Zwaben en de rijksbisschoppen van Keulen, Trier, Utrecht en Kamerijk |
| 1046 - 1065 | Frederik van Luxemburg                        | Achterkleinzoon van Wigerik |
| 1065 - 1069 | Godfried II                                   | zoon van Gozelo I, broer van Gozelo II, in conflict met keizer Hendrik III, benoemd door keizer Hendrik IV, voormalig hertog van Opper-Lotharingen 1044-1047, bijgenaamd Godfried met de Baard |
| 1069 - 1076 | Godfried III                                  | zoon, bijgenaamd Godfried met de Bult |
| 1076 - 1087 | Koenraad van Franken                          | zoon van keizer Hendrik IV, wegens minderjarigheid, vicehertog Albert III van Namen |
| 1088 - 1100 | Godfried van Bouillon                         | kleinzoon van Godfried II, geen kinderen |
| 1100 - 1106 | Hendrik I van Limburg                         | achter-achterkleinzoon van Diederik I van Lotharingen kleinzoon van Frederik van Luxemburg |
| 1106 - 1128 | Godfried I van Leuven                         | benoemd door keizer Hendrik V, bijgenaamd met den baard, achterkleinzoon van markgraaf Reinier III van Henegouwen, geslacht der Reiniers. Godfried was de grondlegger van het latere hertogdom Brabant |
| 1128 - 1139 | Walram Paganus van Limburg                    | zoon van Hendrik I, benoemd door keizer Lotharius III |
| 1139 - 1142 | Godfried II van Leuven                        | zoon van Godfried I, bijgenaamd de Jonge |
| 1142 - 1190 | Godfried III van Leuven                       | zoon, bijgenaamd de Moedige |

Op de Landdag van Schwäbisch Hall in 1190 na de dood van Godfried III werd de titel "Hertog van Neder-Lotharingen" gezagsloos verklaard, de erfopvolger Hendrik I van Brabant, als eerste titel verkregen van hertog van Brabant sinds 1183, mocht het hertogelijk gezag slechts uitoefenen binnen zijn eigen gebieden en rijkslenen. De titel bleef evenwel tot op het einde van het ancien régime in het oorkondelijk protocol van de hertogen van Brabant en hun opvolgers bewaard.